# Municipio de Salt Creek (condado de Davis)
El municipio de Salt Creek (en inglés: Salt Creek Township) es un municipio ubicado en el condado de Davis en el estado estadounidense de Iowa. En el año 2010 tenía una población de 264 habitantes y una densidad poblacional de 2,84 personas por km².

## Geografía
El municipio de Salt Creek se encuentra ubicado en las coordenadas 40°51′33″N 92°14′37″O / 40.85917, -92.24361. Según la Oficina del Censo de los Estados Unidos, el municipio tiene una superficie total de 93 km², de la cual 91,91 km² corresponden a tierra firme y (1,17 %) 1,09 km² es agua.

## Demografía
Según el censo de 2010, había 264 personas residiendo en el municipio de Salt Creek. La densidad de población era de 2,84 hab./km². De los 264 habitantes, el municipio de Salt Creek estaba compuesto por el 98,86 % blancos y el 1,14 % eran de una mezcla de razas. Del total de la población el 0 % eran hispanos o latinos de cualquier raza.